# Vysoká (Góry Wsetyńskie)
Vysoká (dawn. niem. Hochtann; 1024 m n.p.m.) – najwyższy szczyt i jedyny powyżej 1000 m n.p.m. Gór Wsetyńskich jak i Gór Hostyńsko-Wsetyńskich, w Czechach.
Na północnym stoku góry, na wysokości ok. 930 m n.p.m. swoje źródła ma rzeka Dolna Beczwa.